# かたばみ帖
（日语：／ Katabamichō/Katabamijō */?）是居住於日本東京都的小林茂俊所持的手鑑，本來由於沒有名稱而應該命名為無銘手鑑，不過礙於難以辨識，因此佐佐木孝浩暫時以手鑑中的代表作傳藤原忠通筆切來命名，根據小林茂俊的說法，此手鑑源於東北地方的大名松平家處理其收藏品時由小林茂俊的父親取得，據此推測手鑑原本可能是陸奧會津藩、守山藩或出羽上山藩的收藏品:17。
手鑑內的的古筆經過古筆本家初代古筆了佐、古筆了雪、二代古筆了榮、五代古筆了珉、六代古筆了音、七代古筆了延、古筆分家二代古筆了任、三代古筆了仲、十三代古筆了仲、十四代古筆了仲、二代畠山牛庵、三代畠山牛庵、初代朝倉茂入、木村見室、藤本了因、奧西宗圓、藏田宗英、平塚平兵衛、淺井不舊、初代川勝宗久和二代川勝宗久等人鑑定，其中古筆分家相關者佔全體約一半，單是十三代古筆了仲便已經佔整體鑑定數目的三分之一。古筆鑑定家中最近的是十四代古筆了仲，由於他死於1920年，十三代古筆了仲則死於1891年，因此手鑑很有可能在近代才成立，也有可能是在江戶時期中期成立後於幕末重新整理而成:21。

## 形制
手鑑長36.2厘米，寬43.7厘米，厚約8.7厘米，青朽葉色封面以《三國志》為概念，繪有武士騎馬對戰的畫像，中央部分是心形中空的黃銅，刻有牡丹蔓草紋，封面背面則撒有金箔和銀箔的碎片和粉末，另有桐箱，由於表面裂痕嚴重，因此以表面為淺縹色花龜甲紋，背面則是撒有銀箔粉末的錦盒蓋來保護:17-18。
手鑑總共有37頁，雖然收錄有189種古筆，但是未有鑑定的傳光嚴院筆六條切是將兩列分拆而成，因此實際上是188種，整體收錄古筆多與《藻鹽草》、《見努世友》、《翰墨城》和《大手鑑》收錄的古筆屬同類。另外，手鑑內有四處空欄，反映至少原本尚有四種古筆，均有四十三年（昭和？）十一月的摘錄，四處也分別寫有「尊良親王 」、「傳教大師」、「慈惠大師 金字」和「慈覺大師 如前（守村）」，第四處還有二代古筆了任的鑑定。根據記載，此四種古筆由小林茂俊的父親贈予其在長野縣的菩提寺以及北佐久郡的某人。傳尊良親王筆的古筆推測是《古今和歌集》或《新古今和歌集》的古筆，其餘三種則可能是佛經的古筆，傳慈惠大師筆的古筆由於記載有「金字」，因此推測為紺色的橫川切:18-19。
盡管如此，由於二條為氏出現在宗尊親王與邦看親王之間， 冷泉為邦也出現在平康賴與北條時賴之間，違反手鑑按照身份家世以及年代順序的原則，加上手鑑中有多處重貼的痕跡，而且作為手鑑不但沒有收錄幾乎必備的聖武天皇和光明皇后的古筆，飛鳥井家、六條藤家、紀貫之、小野道風、藤原佐理、藤原行成、源順、藤原公任、藤原定賴、源俊賴、藤原俊成和藤原家隆等人也完全未有收錄，藤原定家僅有《明月記》的古筆，假名切則未有收錄:19。

## 一覽
| 編號 | 傳稱筆者          | 名稱             | 長度（厘米） | 寬度（厘米） | 書寫時期                             | 內容                                             |
| ---- | ----------------- | ---------------- | ------------ | ------------ | ------------------------------------ | ------------------------------------------------ |
| 1    | 白河院            | 丹波切           | 30.2         | 1.8          | 平安                                 | 大乘起信論                                       |
| 2    | 後白河院          | 法勝寺切         | 31.1         | 5.3          | 高麗                                 | 法華經卷第一方便品第二                           |
| 3    | 後鳥羽院          | 假名文切         | 26.7         | 22.8         | 鎌倉                                 | 假名書信                                         |
| 4    | 後深草院          | 常磐切           | 29.4         | 18           | 鎌倉中期                             | 假名書信                                         |
| 5    | 龜山院            | 金剛院切         | 26.3         | 17.2         | 鎌倉後期                             | 未詳定數歌                                       |
| 6    | 龜山院            | 四半切           | 24.2         | 16           | 鎌倉後期南北朝                       | 古今和歌集卷第六冬歌                             |
| 7    | 後宇多院          | 文切             | 29.6         | 18.1         | 鎌倉                                 | 假名書信                                         |
| 8    | 後宇多院          | 松木切           | 32.3         | 4.2          | 鎌倉後期                             | 伏見院詠草                                       |
| 9    | 伏見院            | 筑後切           | 27.7         | 24.5         | 鎌倉後期                             | 後撰和歌集卷第三春下                             |
| 10   | 伏見院            | 堀川切           | 28.1         | 8.9          | 鎌倉後期                             | 古今和歌集卷第十五戀歌五                         |
| 11   | 伏見院            | 佛書切           | 15.9         | 7.9          | 室町                                 | 法華懺法                                         |
| 12   | 後伏見院          | 六半切           | 16.5         | 16.9         | 室町初期                             | 源氏物語「夢浮橋」                               |
| 13   | 後二條院          | 卷物切           | 27           | 15.7         | 鎌倉末期                             | 和漢朗詠集卷下草                                 |
| 14   | 後二條院          | 四半切           | 23           | 15           | 鎌倉末期南北朝                       | 新古今和歌集卷第三夏歌                           |
| 15   | 花園院            | 卷物切           | 27           | 9.6          | 鎌倉                                 | 舍利供養式                                       |
| 16   | 光嚴院            | 六條切           | 22.7         | 11.2         | 南北朝                               | 未詳私撰集                                       |
| 17   | 光嚴院            | 六條切           | 22.8         | 3.8          | 南北朝                               | 未詳私撰集                                       |
| 18   | 光嚴院            | 卷物切           | 32           | 13.3         | 南北朝                               | 三體詩                                           |
| 19   | 光明院            | 經切             | 27.3         | 8.5          | 鎌倉                                 | 未詳佛書                                         |
| 20   | 崇光院            | 豐後切           | 24           | 15.9         | 南北朝                               | 古今和歌集卷第十二戀歌二                         |
| 21   | 後光嚴院          | 貝形小色紙       | 8.5          | 10.9         | 南北朝                               | 源通親的和歌                                     |
| 22   | 後光嚴院          | 六半切           | 17.3         | 16.3         | 鎌倉末期南北朝                       | 未詳物語                                         |
| 23   | 後圓融院          | 卷物切           | 30.5         | 34.4         | 南北朝                               | 新撰朗詠集摘錄                                   |
| 24   | 後小松院          | 卷物切           | 30.7         | 35.8         | 室町前期                             | 新古今和歌集卷第十一戀歌一                       |
| 25   | 宗尊親王          | 卷物切           | 28.2         | 18.6         | 平安中期                             | 文選卷三十                                       |
| 26   | 邦看親王          | 松梅院切（桂切） | 27.3         | 13.8         | 鎌倉末期                             | 北野寶前和歌                                     |
| 27   | 尊良親王          | 丹後切（土佐切） | 31.8         | 17.2         | 南北朝                               | 和漢朗詠集卷下山水                               |
| 28   | 尊雲親王 護良親王 | 消息切           | 30.6         | 16.8         | 南北朝                               | 假名書信                                         |
| 29   | 尊雲親王 護良親王 | 卷物切           | 29.9         | 14           | 南北朝                               | 和漢朗詠集卷上秋「露」                           |
| 30   | 慈道親王          | 卷物切           | 28.3         | 9            | 鎌倉                                 | 舍利講式五段式第四段                             |
| 31   | 尊圓親王          | 卷物切           | 29.5         | 8.6          | 南北朝                               | 舍利講式五段式第五段                             |
| 32   | 尊圓親王          | 卷物切           | 32.7         | 24           | 南北朝                               | 往來物                                           |
| 33   | 尊圓親王          | 卷物切           | 29.6         | 14.3         | 南北朝                               | 風雅和歌集卷第一春歌上                           |
| 34   | 尊道親王          | 卷物切           | 28.6         | 7.4          | 南北朝室町初期                       | 未詳連歌                                         |
| 35   | 尊道親王          | 卷物切           | 29.5         | 16.6         | 南北朝                               | 未詳佛書                                         |
| 36   | 法守法親王        | 槙尾切           | 15.4         | 13.2         | 南北朝                               | 舍利讚嘆                                         |
| 37   | 覺助親王          | 四半切           | 22.5         | 15.2         | 鎌倉後期                             | 古今和歌集卷第十一戀歌一                         |
| 38   | 覺譽法親王        | 四半切           | 24           | 15.9         | 南北朝                               | 風雅和歌集卷第十七雜歌下                         |
| 39   | 慈信              | 六半切           | 15.5         | 10.7         | 鎌倉                                 | 未詳佛書                                         |
| 40   | 藤原道長          | 卷物切           | 30.4         | 5            | 鎌倉                                 | 真名書信                                         |
| 41   | 藤原忠通          | 酸漿切           | 34           | 13.6         | 平安末期                             | 未詳緣起                                         |
| 42   | 近衛家基          | 六半切           | 15.6         | 11.4         | 鎌倉末期                             | 新古今和歌集卷第六冬歌                           |
| 43   | 近衛道嗣          | 久我切           | 22.7         | 14.4         | 南北朝                               | 新古今和歌集卷第六冬歌                           |
| 44   | 九條良經          | 經切             | 26.8         | 6.1          | 鎌倉                                 | 法華經卷第五安樂行品第十四                       |
| 45   | 九條良經          | 四半切           | 26.5         | 11.2         | 鎌倉中期                             | 假名觀無量壽經                                   |
| 46   | 九條道家          | 備中切           | 24.2         | 8.8          | 鎌倉前期                             | 新古今和歌集卷第十四戀歌四                       |
| 47   | 九條道家          | 大覺寺切         | 30.2         | 6            | 鎌倉                                 | 法華講式                                         |
| 48   | 九條道家          | 卷物切           | 27.7         | 11           | 鎌倉前期                             | 和漢朗詠集卷上冬「爐火」                         |
| 49   | 九條教家          | 四半切           | 22.2         | 15.3         | 鎌倉中期                             | 新古今和歌集卷第六冬歌                           |
| 50   | 二條良基          | 畠山切           | 31.4         | 10.3         | 康曆2年（1380年）                    | 大慈八景詩歌                                     |
| 51   | 一條內經          | 四半切           | 24.9         | 16.3         | 鎌倉後期                             | 新古今和歌集卷第十六雜歌上                       |
| 52   | 一條兼良          | 百法問答切       | 26.9         | 7.8          | 南北朝                               | 百法問答鈔                                       |
| 53   | 鷹司基忠          | 小倉切           | 23.9         | 15.9         | 鎌倉後期                             | 古今和歌集卷第五秋歌下                           |
| 54   | 三條公忠          | 四半切           | 23.8         | 10.8         | 鎌倉後期                             | 玉葉和歌集卷第六冬歌                             |
| 55   | 三條公忠          | 西京切           | 16.2         | 14.4         | 鎌倉後期                             | 千載和歌集卷第十四戀歌四                         |
| 56   | 西園寺公經        | 六半切           | 17.4         | 14.2         | 鎌倉中期                             | 如願法師集                                       |
| 57   | 西園寺實兼        | 卷物切           | 31.6         | 10.5         | 鎌倉後期                             | 實兼集                                           |
| 58   | 清水谷實秋        | 四半切           | 24.1         | 15.5         | 室町前期                             | 宗良親王千首                                     |
| 59   | 小倉實教          | 四半切           | 23.3         | 14.8         | 鎌倉後期                             | 古今和歌集卷第十六哀傷歌                         |
| 60   | 小倉實名          | 四半切           | 24.1         | 16           | 南北朝                               | 玉葉和歌集卷第二春歌下                           |
| 61   | 三條實任          | 淡路切           | 22.5         | 14.8         | 鎌倉末期                             | 古今和歌集卷第十八雜歌下                         |
| 62   | 花山院師賢        | 松尾切           | 27.3         | 11.7         | 南北朝                               | 源氏物語歌集                                     |
| 63   | 甘露寺資經        | 四半切           | 23.4         | 15.4         | 鎌倉末期                             | 未詳名所歌集                                     |
| 64   | 日野俊光          | 六半切           | 14.4         | 14.2         | 鎌倉末期                             | 古今和歌集卷第十九雜體                           |
| 65   | 藤原光經          | 八坂切           | 23.5         | 14.4         | 鎌倉中期                             | 新古今和歌集卷第九離別歌                         |
| 66   | 萬里小路宣房      | 笠置切           | 27           | 6            | 正中2年至嘉曆元年（1325年至1326年）  | 觀普賢經                                         |
| 67   | 四條隆博          | 八瀨切           | 24.3         | 14.6         | 鎌倉後期                             | 續古今和歌集卷第七神祇歌                         |
| 68   | 油小路隆蔭        | 四半切           | 24.2         | 16           | 南北朝                               | 新古今和歌集卷第十六雜歌上                       |
| 69   | 久我通親          | 名義抄切         | 22           | 10.3         | 鎌倉前期                             | 彌陀名義抄                                       |
| 70   | 久我通雄          | 山口切           | 21.3         | 14.3         | 鎌倉後期                             | 和漢朗詠集卷上夏「夏夜」                         |
| 71   | 久我長通          | 安藝切           | 23.9         | 13           | 鎌倉後期                             | 新後撰和歌集卷第十八雜歌中                       |
| 72   | 久我通具          | 六半切           | 17.7         | 15           | 鎌倉中期                             | 千載和歌集卷第十一戀歌一                         |
| 73   | 中院通方          | 吉田切           | 15.9         | 8.1          | 鎌倉前期                             | 新古今和歌集卷第十八雜歌下                       |
| 74   | 六條有忠          | 愛宕切           | 29.4         | 5.9          | 鎌倉後期                             | 和漢朗詠集卷上春「鶯」                           |
| 75   | 松殿忠嗣          | 四半切           | 22.9         | 15.5         | 鎌倉後期                             | 千載和歌集卷第十二戀歌二                         |
| 76   | 世尊寺定實        | 粉川切           | 31           | 6.3          | 鎌倉後期                             | 高野大師行狀圖畫                                 |
| 77   | 世尊寺伊經        | 卷物切           | 26.5         | 4.1          | 平安末期                             | 未詳歌集                                         |
| 78   | 世尊寺行能        | 卷物切           | 30.2         | 11.8         | 鎌倉中期                             | 和漢朗詠集卷下晴                                 |
| 79   | 世尊寺行能        | 六半切           | 15.4         | 15.4         | 鎌倉後期                             | 源氏物語「手習」                                 |
| 80   | 世尊寺經朝        | 四半切           | 24.5         | 15.3         | 鎌倉後期                             | 新敕撰和歌集卷第十七雜歌二                       |
| 81   | 世尊寺經尹        | 那智切           | 26.3         | 6.3          | 鎌倉                                 | 因明入正理論疏卷下                               |
| 82   | 世尊寺定成        | 卷物切           | 23.5         | 15.5         | 鎌倉後期                             | 和漢朗詠集卷下丞相付執政至將軍                   |
| 83   | 世尊寺定成        | 卷物切           | 30           | 16.3         | 鎌倉後期                             | 和漢朗詠集卷下水付漁夫                           |
| 84   | 世尊寺行尹        | 假名法華切       | 28           | 9.3          | 鎌倉末期南北朝                       | 假名法華經方便品第二                             |
| 85   | 世尊寺行尹        | 四半切           | 23.4         | 13.1         | 鎌倉後期                             | 後拾遺和歌集卷第十二戀二                         |
| 86   | 世尊寺行忠        | 卷物切           | 30.2         | 11.7         | 南北朝                               | 未詳佛書                                         |
| 87   | 世尊寺行俊        | 四半切           | 23.3         | 15           | 南北朝                               | 古今和歌集卷第十八雜歌下                         |
| 88   | 源兼行            | 卷物切           | 29.7         | 13.8         | 鎌倉                                 | 白氏文集卷十二琵琶引                             |
| 89   | 源兼行            | 卷物切           | 31.7         | 7.4          | 鎌倉                                 | 未詳祈禱文                                       |
| 90   | 衣笠家良          | 卷物切           | 31.2         | 8.2          | 鎌倉後期                             | 實兼集                                           |
| 91   | 藤原清範          | 西山切           | 16.5         | 15           | 鎌倉初期                             | 新古今和歌集卷第十六雜歌上                       |
| 92   | 藤原秀能          | 佐伯切           | 21.9         | 14.2         | 鎌倉中期                             | 古今和歌集卷第十七雜歌上                         |
| 93   | 鴨長明            | 六半切           | 17.6         | 14.5         | 鎌倉中期                             | 未詳歌合                                         |
| 94   | 平清盛            | 經切             | 25.6         | 7            | 鎌倉                                 | 法華經卷第四提婆達多品第十二                     |
| 95   | 平賴盛            | 嚴島切           | 26.6         | 10           | 承安2年                              | 無量義經說法品第二                               |
| 96   | 平忠度            | 四半切           | 19.4         | 15.1         | 鎌倉前期                             | 後拾遺和歌集卷第四秋上                           |
| 97   | 平康賴            | 卷物切           | 20.8         | 6.9          | 鎌倉                                 | 佛說陀羅尼集經卷第五                             |
| 98   | 北條時賴          | 光泉寺切         | 24.7         | 5.7          | 鎌倉前中期                           | 白氏文集卷三新樂府                               |
| 99   | 源賴政            | 三井寺切         | 14.8         | 12.2         | 鎌倉初期                             | 賴政集                                           |
| 100  | 源賴政            | 六半切           | 16           | 15.2         | 鎌倉初期                             | 古今和歌集卷第七賀歌                             |
| 101  | 源賴朝            | 卷物切           | 28.8         | 7.5          | 宋朝或高麗                           | 法華經卷第八普賢菩薩觀發品第二十八               |
| 102  | 今川了俊          | 消足切           | 28.3         | 12.7         | 室町初期                             | 假名書信                                         |
| 103  | 今川了俊          | 伊予切           | 25.9         | 23.7         | 應永17年（1410年）                   | 源氏物語「夕顏」                                 |
| 104  | 吉備真備          | 蟲喰切           | 27.5         | 6.7          | 奈良                                 | 成唯識寶生論卷第一                               |
| 105  | 菅原道真          | 式切             | 20.3         | 13.3         | 平安                                 | 未詳佛書                                         |
| 106  | 小野篁            | 山門切           | 28.3         | 10.5         | 平安                                 | 廣弘明集卷第十二因緣無性論                       |
| 107  | 最澄              | 卷物切           | 24.4         | 10.1         | 平安                                 | 大般若經卷第四百四十六                           |
| 108  | 空海              | 東寺切           | 24.7         | 6.8          | 平安                                 | 未詳佛書                                         |
| 109  | 空海              | 經切             | 27.2         | 7            | 天平（729年至749年）                 | 華嚴經八十卷本卷第七世界成就品第四               |
| 110  | 良源              | 橫川切           | 26.5         | 5.3          | 高麗                                 | 華嚴經八十卷本卷第二十八                         |
| 111  | 圓珍              | 卷物切           | 27.9         | 9.1          | 平安                                 | 金光明最勝王經疏卷第六                           |
| 112  | 聖寶              | 卷物切           | 25.7         | 11.3         | 平安                                 | 佛母大孔雀明王經卷第中                           |
| 113  | 忍性              | 大隅切           | 25.3         | 9.7          | 鎌倉                                 | 大般若經卷第四百五十六第二分無分別品第六十三     |
| 114  | 惠心              | 卷物切           | 28.1         | 1.9          | 平安                                 | 說一切有部俱舍論                                 |
| 115  | 解脫              | 四半切           | 25.8         | 14.8         | 鎌倉                                 | 釋迦如來五百大願                                 |
| 116  | 俊芿              | 深草切           | 25.7         | 7.4          | 鎌倉                                 | 法華經卷第七觀世音菩薩普門品第二十五             |
| 117  | 明惠              | 卷物切           | 25.9         | 5.7          | 鎌倉                                 | 華嚴經四十卷本卷第十六入不思議解脫境界普賢行願品 |
| 118  | 明惠              | 卷物切           | 30.4         | 5.4          | 鎌倉                                 | 俱舍論本義抄卷第二十八上                         |
| 119  | 明惠              | 卷物切           | 30.3         | 10.7         | 鎌倉                                 | 未詳佛書                                         |
| 120  | 性空              | 淺野切           | 24.9         | 11           | 鎌倉                                 | 假名書信                                         |
| 121  | 文覺              | 志賀切           | 27.3         | 9.5          | 鎌倉                                 | 假名書信                                         |
| 122  | 重源              | 卷物切           | 26.7         | 15.8         | 鎌倉                                 | 首楞嚴經義海卷第三十                             |
| 123  | 教辨              | 慶順切           | 14           | 7            | 弘安9年（1286年）                    | 大方廣佛華嚴經六十卷本卷第四十八                 |
| 124  | 道元              | 卷物切           | 28.2         | 5.7          | 鎌倉中後期                           | 未詳假名佛書                                     |
| 125  | 覺明              | 卷物切           | 24.6         | 5.8          | 鎌倉                                 | 大般若經卷第三百八十一                           |
| 126  | 俊寬              | 四半切           | 24.8         | 15.3         | 鎌倉後期                             | 新古今和歌集卷第二春歌下                         |
| 127  | 法然              | 粟生野切         | 29.8         | 9.1          | 建久8年（1197年）                    | 往生講私記                                       |
| 128  | 法然              | 六半切           | 15.9         | 4.9          | 鎌倉                                 | 未詳佛書                                         |
| 129  | 法然              | 六半切           | 12.9         | 13           | 鎌倉                                 | 魚山聲明                                         |
| 130  | 隆尊              | 卷物切           | 24.3         | 6.9          | 鎌倉                                 | 大般若經卷第九十九                               |
| 131  | 向阿              | 卷物切           | 15.3         | 10.4         | 南北朝                               | 西要抄                                           |
| 132  | 石屏              | 卷物切           | 22.6         | 12           | 室町                                 | 大寶積經卷第一百一十五至一百一十六               |
| 133  | 忠快              | 由良切           | 26           | 3.5          | 鎌倉                                 | 大毘盧遮那成佛神變加持經卷第一入真言門住心品第一 |
| 134  | 一遍              | 卷物切           | 28.5         | 11.4         | 南北朝                               | 一遍上人繪詞傳卷第四                             |
| 135  | 親鸞              | 八尾切           | 17.9         | 7.7          | 建長6年（1254年）                    | 未詳佛書                                         |
| 136  | 蓮如              | 御文切           | 25.6         | 9.7          | 室町                                 | 御文第三帖第七種                                 |
| 137  | 叡尊              | 壺坂切           | 32.1         | 6.2          | 宋朝                                 | 阿毘達磨順正理論卷第七十二                       |
| 138  | 日蓮              | 文切             | 27.1         | 6.1          | 鎌倉                                 | 假名書信                                         |
| 139  | 日蓮              | 小卷物切         | 8.9          | 0.7          | 鎌倉                                 | 法華經卷第四五百弟子受記品第八                   |
| 140  | 夢窗疏石          | 色紙             | 18.3         | 10.1         | 鎌倉                                 | 李白菩薩蠻詞                                     |
| 141  | 仲方中正          | 卷物切           | 28.6         | 10.3         | 室町                                 | 法華經卷第四法師品第十                           |
| 142  | 宗峰妙超          | 佐保切           | 27.5         | 8            | 鎌倉後期                             | 老子道德經卷第八上善如水章                       |
| 143  | 一休宗純          | 針切             | 24.5         | 14.3         | 室町                                 | 中國禪僧傳                                       |
| 144  | 玄惠              | 伯耆抄           | 27.6         | 10.3         | 鎌倉後期                             | 古文尚書抄卷七周書洪範                           |
| 145  | 心海              | 卷物切           | 28.8         | 4            | 鎌倉末期南北朝                       | 未詳佛書                                         |
| 146  | 慈圓              | 六半切           | 15.2         | 13.8         | 鎌倉中期                             | 新敕撰和歌集卷第十三戀歌三                       |
| 147  | 顯昭              | 建仁寺切         | 15.5         | 15.2         | 鎌倉中期                             | 源氏釋「橋姬」                                   |
| 148  | 慈寬              | 四半切           | 23.5         | 15.1         | 正和2年（1313年）                    | 玉葉和歌集卷第十八雜歌五                         |
| 149  | 杲守              | 四半切           | 21.9         | 15           | 南北朝                               | 新後撰和歌集卷第十五戀歌五                       |
| 150  | 良憲              | 尾澤切           | 25.8         | 6.4          | 南北朝                               | 圓覺道場禪觀修證廣文卷第十八                     |
| 151  | 頓阿              | 四半切           | 22.5         | 15.6         | 南北朝                               | 古今和歌集卷第十七雜歌上                         |
| 152  | 兼好              | 四半切           | 22.5         | 13.1         | 鎌倉後期                             | 新古今和歌集卷第九離別歌                         |
| 153  | 兼好              | 越前切           | 25.2         | 16           | 南北朝                               | 伊勢物語第三十四段歌下句至第三十六段             |
| 154  | 淨辨              | 卷物切           | 24.7         | 13.8         | 南北朝                               | 臨永和歌集卷第四冬                               |
| 155  | 慶運              | 雁金切           | 24.3         | 14.2         | 南北朝                               | 古今和歌集卷第五秋歌下                           |
| 156  | 慶運              | 卷物切           | 27.2         | 9.7          | 南北朝                               | 千五百番歌合                                     |
| 157  | 兼空              | 四半切           | 23.1         | 15.8         | 南北朝                               | 風雅和歌集卷第十五雜歌上                         |
| 158  | 寂惠              | 四半切           | 24.4         | 15.8         | 鎌倉後期                             | 後撰和歌集卷第十九羈旅歌                         |
| 159  | 堯孝              | 四半切           | 26.7         | 20.4         | 室町後期                             | 稱名院追善千句注                                 |
| 160  | 素眼              | 四半切           | 23.5         | 16.1         | 室町前期                             | 菟玖波集卷第十三雜連歌二                         |
| 161  | 素眼              | 卷物切           | 26.8         | 13.3         | 室町中後期                           | 和漢朗詠集卷下山家                               |
| 162  | 藤原定家          | 明月記切         | 28.4         | 12           | 嘉祿元年九月十七日（1225年10月20日） | 明月記嘉祿元年九月十七日條                       |
| 163  | 藤原為家          | 卷物切           | 25.1         | 10.7         | 鎌倉中期                             | 和漢朗詠集卷下山                                 |
| 164  | 二條為氏          | 因幡切           | 23.3         | 17.6         | 鎌倉中期                             | 古今和歌集卷第十七雜歌上                         |
| 165  | 京極為兼          | 長柄切           | 24.2         | 15.6         | 鎌倉後期                             | 玉葉和歌集卷第四秋歌上                           |
| 166  | 二條為世          | 四半切           | 24.3         | 16           | 鎌倉後期                             | 新古今和歌集卷第十一戀歌一                       |
| 167  | 二條為雄          | 佐和山切         | 23.6         | 14.8         | 南北朝                               | 古今和歌集卷第十七雜歌上                         |
| 168  | 覺源              | 四半切           | 25.1         | 16           | 鎌倉後期                             | 類聚歌苑                                         |
| 169  | 源承              | 四半切           | 23.5         | 7.6          | 鎌倉後期                             | 撰集佳句部類                                     |
| 170  | 慶融              | 近江切           | 22.3         | 12.5         | 鎌倉後期                             | 拾遺和歌集卷第六別                               |
| 171  | 定為              | 四半切           | 24.4         | 15           | 鎌倉末期                             | 古今和歌集卷第一春歌上                           |
| 172  | 覺家              | 六半切           | 15.7         | 15.4         | 鎌倉末期南北朝                       | 新古今和歌集卷第三夏歌                           |
| 173  | 冷泉為秀          | 四半切           | 24.4         | 15.5         | 南北朝                               | 千載和歌集卷第九哀傷歌                           |
| 174  | 冷泉為邦          | 入江切           | 22           | 14           | 南北朝                               | 詞花和歌集卷第九雜上                             |
| 175  | 津守國助          | 四半切           | 22.4         | 15.2         | 鎌倉末期南北朝                       | 千載和歌集卷第十四戀歌四                         |
| 176  | 津守國冬          | 四半切           | 22.7         | 14.7         | 南北朝                               | 未詳歌集                                         |
| 177  | 津守國冬          | 六半切           | 15.3         | 14.3         | 鎌倉末期南北朝                       | 連歌式目                                         |
| 178  | 津守國夏          | 伊勢切           | 24.7         | 15.5         | 鎌倉後期                             | 續拾遺和歌集卷第十五戀歌五                       |
| 179  | 壽曉              | 六半切           | 16.9         | 13.6         | 南北朝                               | 顯注密勘                                         |
| 180  | 中將姬            | 當麻切           | 27           | 9.5          | 奈良                                 | 稱讚淨土佛攝受經                                 |
| 181  | 菅原行子          | 經切             | 26.5         | 9.5          | 平安                                 | 大寶積經卷第七十八                               |
| 182  | 紫式部            | 經切             | 27.7         | 6.3          | 平安                                 | 大般若經卷第二百二十三                           |
| 183  | 八條院            | 高倉切           | 29.7         | 16.7         | 鎌倉初期                             | 假名書信                                         |
| 184  | 北條政子          | 石野切           | 18.1         | 6.9          | 鎌倉前期                             | 假名書信                                         |
| 185  | 坊門局            | 小松切           | 21.9         | 14           | 鎌倉前期                             | 拾遺抄卷第三秋                                   |
| 186  | 越部局            | 六半切           | 16.6         | 16           | 鎌倉中期                             | 狹衣物語卷四                                     |
| 187  | 民部卿局          | 秋篠切           | 22.1         | 14.5         | 鎌倉中期                             | 後撰和歌集卷第十二戀四                           |
| 188  | 阿佛尼            | 四半切           | 23.2         | 15.2         | 鎌倉後期                             | 古今和歌集卷第十九雜體                           |
| 189  | 張即之            | 卷物切           | 31.1         | 11.8         | 元朝或高麗                           | 華嚴經四十卷本卷第十七                           |

## 註解
1. ↑  該古筆以酸漿切的名稱見於《新撰古筆名葉集》，然而根據同書記載，該古筆有酢漿草（かたばみ）的紋樣，而非酸漿[1]:17。
2. ↑  兩首和歌，分別是[1]:77：
3. ↑  新編國歌大觀編號327至330，分別是壬生忠岑、凡河內躬恒和清原深養父的作品[2]。
4. ↑  兩首和歌，分別是[1]:33、77：
  - （收錄於《風雅和歌集》卷第七秋歌下，新編國歌大觀編號是714[2]）
5. ↑  新編國歌大觀編號86的作者名稱以及和歌，為詠人不知（日语：よみ人しらず）的作品[2]。
6. ↑  新編國歌大觀編號804的作者名稱以及和歌，為紀貫之的作品[2]。
7. ↑  新編國歌大觀編號438至441，分別是大江朝綱（日语：大江朝綱）、慶滋保胤（日语：慶滋保胤）和柿本人麻呂的作品，441根據《和漢朗詠集註》記載是源重之的作品，《古今和歌集》則為詠人不知[3]:234-235。
8. ↑  新編國歌大觀編號246的下半句至248的上半句，分別是藤原家隆、藤原定家和源國信的作品[2]。
9. ↑  兩首和歌以及作者名稱，分別是[1]:78：
  - （收錄於《續古今和歌集》卷第四秋歌上，新編國歌大觀編號是319，為龜山天皇的作品[2]。）
10. ↑  一首和歌[1]:78：
11. ↑  李涉的《竹枝詞》中的「客泣向春風憶建溪」[1]:36、78。
12. ↑  新編國歌大觀編號556的詞書後半部分至557的作者名稱，分別是安倍清行（日语：安倍清行）和小野小町的作品[2]。
13. ↑  此和歌出自於新宮撰歌合（新編國歌大觀編號65）[4]。
14. ↑  新編國歌大觀編號244的下半句和735的上半句，735是藤原最貞的作品，244也收錄於《拾遺和歌集》卷第八雜上，據此則為大江為基（日语：大江為基）的作品[2][5]。
15. ↑  新編國歌大觀編號1027的作者名稱以及和歌，為源有仁（日语：源有仁）的作品[2]。
16. ↑  內容是從阮瑀的「丹梯，並坐侍君子」至平原侯植的「然頗有憂生之嗟」的部分[6][1]:79。
17. ↑  新編國歌大觀編號3和4，分別是藤原良尹和岩藏姬宮的作品[7]。
18. ↑  新編國歌大觀編號507、506、508至509，分別是橘直幹、大江澄明、大江朝綱和高向草春的作品[3]:269-271。
19. ↑  新編國歌大觀編號338至340，分別是白居易、源英明（日语：源英明）和大伴家持的作品[3]:181-183。
20. ↑  新編國歌大觀編號50的作者名稱至51，分別是藤原知家（日语：藤原知家）和京極為兼（日语：京極為兼）的作品[2]。
21. ↑  [1]:80
22. ↑  新編國歌大觀編號519下半句至524的上半句，均為詠人不知的作品[2]。
23. ↑  新編國歌大觀編號1803的和歌至1807的詞書，分別是道玄、近衛基平（日语：近衛基平）、一條內經（日语：一条内経）、後醍醐院和光嚴院的作品[2]。
24. ↑  新編國歌大觀編號597至599的作者名稱，分別是源具親（日语：源具親）、詠人不知和寂蓮的作品[2]。
25. ↑  新編國歌大觀編號605的下半句至608的詞書，分別是式子內親王、殷富門院大輔、藤原清輔和藤原俊成女的作品[2]。
26. ↑  新編國歌大觀編號1248至1249，分別是朱雀院和熙子女王的作品[2]。
27. ↑  新編國歌大觀編號364至366，分別是菅原文時（日语：菅原文時）、菅原輔昭和在原業平的作品[3]:194-195。
28. ↑  新編國歌大觀編號552的上半句至554的作者名稱，分別是藤原高光、源重之和藤原資宗的作品[2]。
29. ↑  新編國歌大觀編號1436至1437的上半句，分別是藤原俊成和藤原有家（日语：藤原有家）的作品[2]。
30. ↑  新編國歌大觀編號259的和歌至261的作者名稱，分別是詠人不知、紀貫之和在原元方的作品[2]。
31. ↑  新編國歌大觀編號986的和歌至987，分別是藤原為家和延政門院新大納言的作品[2]。
32. ↑  新編國歌大觀編號857至860，分別是藤原俊成、待賢門院安藝和藤原清輔（兩首）[2]。
33. ↑  新編國歌大觀編號9至13[8]。
34. ↑  兩首和歌[1]:84：
35. ↑  新編國歌大觀編號211至213[7]。
36. ↑  新編國歌大觀編號835的作者名稱至837的詞書的一部分，分別是壬生忠岑（兩首）和閑院的作品[2]。
37. ↑  新編國歌大觀編號202至204的上半句，分別是飛鳥井雅孝（日语：飛鳥井雅孝）、龜山院和西園寺實兼的作品[2]。
38. ↑  新編國歌大觀編號997至998的上半句，分別是文屋有季和大江千里的作品[2]。
39. ↑  見於「朝顏（日语：朝顔 (源氏物語)）」，新編國歌大觀編號是320和321，均為光源氏的作品[4]。
40. ↑  四首和歌[1]:85[2]：
  - （收錄於《新古今和歌集》卷第六冬歌，新編國歌大觀編號是561，為飛鳥井雅經的作品）
  - （收錄於《續拾遺和歌集》卷第二春歌下，新編國歌大觀編號是73，為藤原家隆的作品）
  - （收錄於《新敕撰和歌集》卷第一春歌上，新編國歌大觀編號是63，為式子內親王的作品）
  - （收錄於《千載和歌集》卷第一春歌上，新編國歌大觀編號是65，為顯昭的作品）
41. ↑  新編國歌大觀編號1028至1031的詞書，分別是紀全子、小野小町和藤原興風的作品[2]。
42. ↑  新編國歌大觀編號873至874的作者名稱，分別是加賀左衛門和藤原隆家的作品[2]。
43. ↑  新編國歌大觀編號706至707，分別是藤原高遠和一條實經的作品[2]。
44. ↑  新編國歌大觀編號1529至1530，分別是和泉式部和源經信的作品[2]。
45. ↑  新編國歌大觀編號150至153，150和151均為白居易的作品。152根據傳藤原行成筆御物粘葉本記載雖然是白居易的作品，但是未見於《白氏文集》，尊經閣文庫（日语：尊経閣文庫）藏手抄本和卷子本（嘉禎本）、專修大學圖書館藏手抄本、東京大學本《和漢朗詠集私注（日语：和漢朗詠集私注）》和《和漢朗詠集考證》則稱是紀納言（日语：紀長谷雄），靜嘉堂文庫藏手抄本（傳後宇多本）和宮內廳書陵部藏手抄本和卷子本（傳為家本）則記載為「紀」。153根據嘉禎本和日本古典文學會複製卷子本（古典文學會本）記載，分別是山部赤人或柿本人麻呂的作品，然而《赤人集》和《人麿集》均未有收錄，《和漢朗詠集考證》則記載為詠人不知[3]:93。
46. ↑  新編國歌大觀編號1475的和歌至1477的詞書，分別是藤原基良（日语：藤原基良）女、東行氏和禪助的作品[2]。
47. ↑  新編國歌大觀編號667的下半句至669，分別是顯昭、詠人不知和賀茂重保的作品[2]。
48. ↑  新編國歌大觀編號1847，為式子內親王的作品[2]。
49. ↑  新編國歌大觀編號71至72，分別是菅原文時和素性的作品。
50. ↑  新編國歌大觀編號751的詞書的後半部分至752，分別是殷富門院尾張和花山院家基的作品[3]:54-55。
51. ↑  一首和歌[1]:88：
52. ↑  新編國歌大觀編號412至415，分別是都良香（日语：都良香）、菅原文時、大江以言（日语：大江以言）和詠人不知的作品[3]:221-222。
53. ↑  新編國歌大觀編號1201的和歌至1204的詞書，分別是紀貫之、九條良經（兩首）和源實朝的作品[2]。
54. ↑  新編國歌大觀編號679的後半部分至682，分別是菅原文時（兩首）、平兼盛和陸翬的作品[5][3]:355-356。
55. ↑  新編國歌大觀編號512的一部分，為白居易的作品[3]:272。
56. ↑  新編國歌大觀編號680，為赤染衛門的作品[2]。
57. ↑  新編國歌大觀編號987的下半句至990的上半句，分別是詠人不知（三首）和伊勢的作品[2]。
58. ↑  「…（中略）…」的部分[1]:89。
59. ↑  一首和歌[1]:90：
60. ↑  ja
61. ↑  新編國歌大觀編號931至932的作品，分別是紀貫之和坂上是則的作品[2]。
62. ↑  四首和歌以及作者名稱[1]:90：
63. ↑  新編國歌大觀編號314的詞書的一部分至317的詞書，分別是清原元輔、白河天皇、源道濟和和泉式部的作品[2]。
64. ↑  「…（中略）…」的部分[1]:91。
65. ↑  新編國歌大觀編號208和209[1]:55。
66. ↑  新編國歌大觀編號357的詞書的一部分至358，分別是紀貫之和凡河內躬恒的作品[1]:91。
67. ↑  新編國歌大觀編號130至133的詞書，分別是二條院讚岐、崇德院、難波賴輔（日语：難波頼輔）和後鳥羽院的作品[2]。
68. ↑  新編國歌大觀編號785至786，分別是崇德院和藤原俊成的作品[2]。
69. ↑  新編國歌大觀編號2548的下半句至2550，分別是花山院、源俊賴和藤原惟規（日语：藤原惟規）的作品[2]。
70. ↑  新編國歌大觀編號1141的下半句至1144的詞書的一部分，分別是京極為兼、賀茂久宗、平親清女（日语：平親清女・平親清女妹・平親清四女・平親清五女）和京極的作品[2]。
71. ↑  新編國歌大觀編號902的和歌至904，分別是在原棟梁（日语：在原棟梁）、藤原敏行和詠人不知的作品[2]。
72. ↑  新編國歌大觀編號894的和歌至895，分別是源行宗（日语：源行宗）和藤原顯綱（日语：藤原顕綱）的作品[2]。
73. ↑  新編國歌大觀編號291和292的作品，分別是平光平和淨辨的作品[9]。
74. ↑  新編國歌大觀編號275和269，分別是紀友則和藤原敏行的作品[2]。
75. ↑  新編國歌大觀編號2924和2925，分別是宮內卿（日语：後鳥羽院宮内卿）和寂蓮的作品[4]。
76. ↑  新編國歌大觀編號1446的詞書的一部分至1449的詞書，分別是詠人不知、平經盛、赤染衛門和源行宗的作品[2]。
77. ↑  新編國歌大觀編號1362的和歌至1365的詞書的一部分，分別是聖寶、紀貫之、亭子院和詠人不知的作品[2]。
78. ↑  連歌大觀編號2507至2513，分別是源氏賴、救濟（日语：救済 (連歌師)）、良尋和成阿的作品[10]。
79. ↑  新編國歌大觀編號560至561的上半句，分別是紀長谷雄和都良香的作品[3]:295-296。
80. ↑  新編國歌大觀編號495至496，495是大江以言的作品，496根據嘉禎本記載是「以言」，《拾遺抄》則是詠人不知，天理大學附屬天理圖書館（日语：天理大学附属天理図書館）藏手抄本（貞和本）和《拾遺和歌集》雖然記載是紀貫之的作品，但是《貫之集》則未有收錄[3]:264。
81. ↑  新編國歌大觀編號923至926的詞書，分別是在原業平、承均、神退和伊勢的作品[2]。
82. ↑  新編國歌大觀編號601的和歌至603的上半句，分別是二條為世、朔平門院（日语：璹子内親王）和永福門院的作品[2]。
83. ↑  新編國歌大觀編號1022的和歌至1026，分別是曾禰好忠、和泉式部、藤原興風、大伴家持和藤原高光的作品[2]。
84. ↑  新編國歌大觀編號903的和歌至908的詞書，903是藤原敏行的作品，904至907是詠人不知的作品，908根據詞書稱有人認為是柿本人麻呂的作品[2]。
85. ↑  兩首和歌以及詞書[2][1]:101：
  - （收錄於《續後拾遺和歌集（日语：続後拾遺和歌集）》卷第二十神祇歌，新編國歌大觀編號是1318，僅有下半句，為藤原隆房（日语：藤原隆房）的作品）
  - （收錄於《續拾遺和歌集》卷第二十神祇歌，新編國歌大觀編號是1420，為肥後的作品）

（收錄於《續拾遺和歌集》卷第二十神祇歌，新編國歌大觀編號是1422，僅有詞書，為土御門定通（日语：土御門定通）的作品）
86. ↑  兩首和歌[2][1]:101：
  - （收錄於《金葉和歌集》卷第一春部，新編國歌大觀編號是7，為藤原顯季（日语：藤原顕季）的作品）
  - （收錄於《拾遺和歌集》卷第一春，新編國歌大觀編號是9，為詠人不知的作品）
87. ↑  新編國歌大觀編號324的和歌至327，分別是詠人不知（兩首）、三條太皇太后宮和紀貫之的作品[2]。
88. ↑  新編國歌大觀編號30的詞書的一部分至37的作者名稱，分別是凡河內躬恒、伊勢、詠人不知（四首）、源常（日语：源常）和素性的作品[2]。
89. ↑  新編國歌大觀編號240的下半句244，分別是式子內親王、粟田口忠良（日语：粟田口忠良）、慈圓和詠人不知（兩首）的作品[2]。
90. ↑  新編國歌大觀編號599的和歌至600，分別是藤原親盛（日语：藤原親盛 (左衛門尉)）和覺蓮的作品[2]。
91. ↑  新編國歌大觀編號340的和歌至342的作者名稱，分別是高內侍、源師賴（日语：源師頼）和大江匡房的作品[2]。
92. ↑  新編國歌大觀編號849至851的詞書，分別是源雅光、藤原成通（日语：藤原成通）和伊予三位（日语：藤原兼子 (伊予三位)）的作品[2]。
93. ↑  三首和歌[1]:103：
94. ↑  新編國歌大觀編號1076至1078的作者名稱，分別是鷹司院按察（日语：鷹司院按察）、一條實經和津守國基（日语：津守国基）的作品[2]。
95. ↑  《古今和歌集》卷第五秋歌下，新編國歌大觀編號282的註解，和歌部分僅有下半句，為藤原關雄（日语：藤原関雄）的作品[2]。
96. ↑  新編國歌大觀編號91至93，分別是紀貫之、湯原王和柿本人麻呂的作品[2]。
97. ↑  新編國歌大觀編號813的和歌至815的下半句的一部分，均為詠人不知的作品[2]。
98. ↑  新編國歌大觀編號1017的下半句至1020，分別是詠人不知（三首）和在原棟梁的作品[2]。